# (3119) Добронравин
(3119) Добронравин (лат. Dobronravin) — типичный астероид главного пояса, открыт 30 декабря 1972 года советским астрономом Тамарой Смирновой в Крымской астрофизической обсерватории и 26 марта 1986 года назван в честь советского астронома Петра Добронравина.

## Обнаружение и именование
(3119) Добронравин
Открыт 30 декабря 1972 года в Научном Т. М. Смирновой.
Назван в честь известного советского астрофизика и спектроскописта Петра Павловича Добронравина, который последовательно работал в Ленинградском астрономическом институте, Ленинградском государственном оптическом институте и Пулковской обсерватории. Будучи заместителем директора Крымской астрофизической обсерватории в 1952—1969 годах, внёс впечатляющий вклад в развитие этой организации, оснастив её мощными оптическими и радиотелескопами.
Оригинальный текст (англ.)3119 Dobronravin
Discovered 1972-12-30 by Smirnova, T. at Nauchnyj.
Named in honor of Petr Pavlovich Dobronravin, well-known Soviet astrophysicist and spectroscopist, who served successively on the staffs of the Leningrad Astronomical Institute, the Leningrad State Optical Institute and the Pulkovo Observatory. As deputy director of the Crimean Astrophysical Observatory during 1952—1969 he made an impressive contribution to the development of that organization, equipping it with powerful optical and radio telescopes.
Источники: DISCOVERY.DB; M.P.C. 10548.

## Орбита

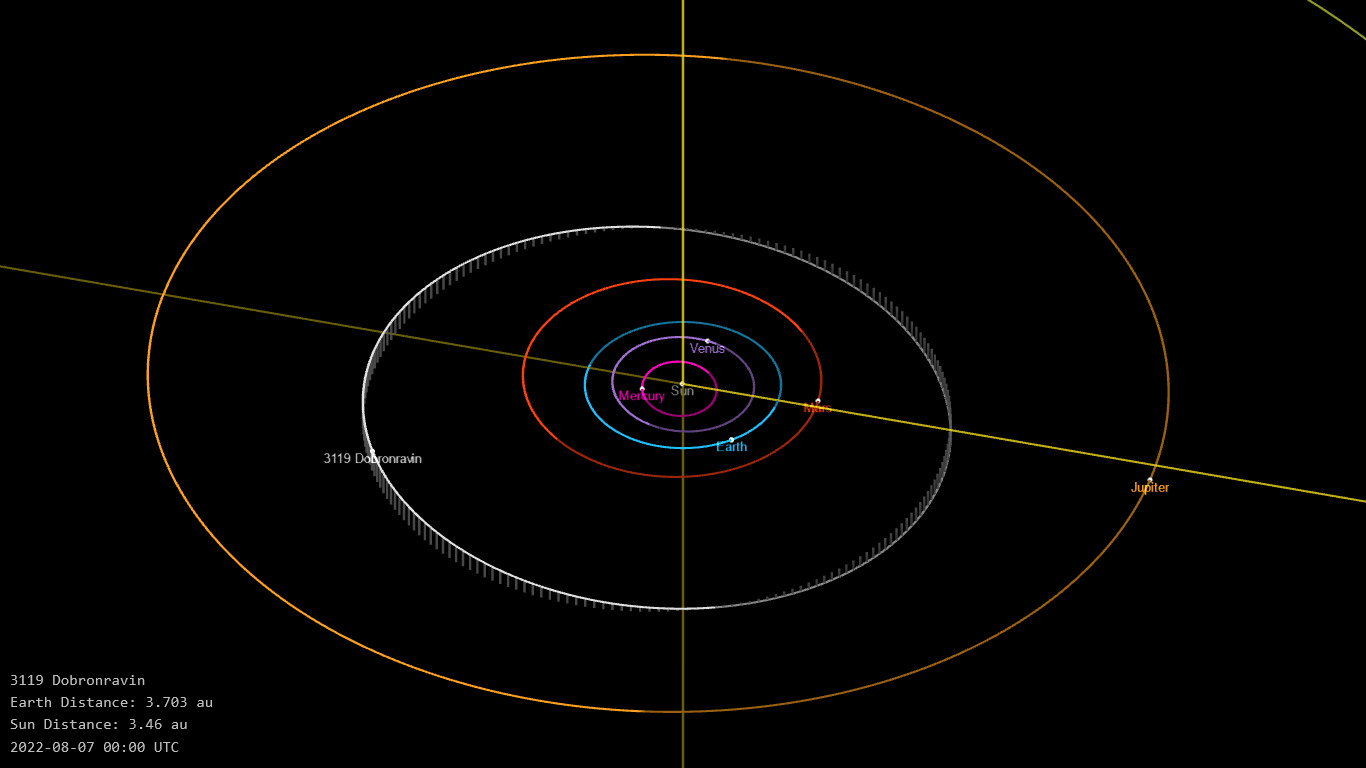
Орбита астероида Добронравин и его положение в Солнечной системе

## Физические характеристики
Астероид относится к таксономическому классу C.
По результатам наблюдений в видимом и ближнем инфракрасном диапазоне космического телескопа NEOWISE диаметр астероида сначала оценивался равным 15,578±0,061 км, позже — 13,99±3,65 км, 15,653±0,049 км и 14,16±4,39 км. Согласно тем же источникам альбедо оценивается как 0,0720±0,0142, 0,05±0,05, 0,098±0,014 и 0,064±0,065.